# Manet (Unternehmen)

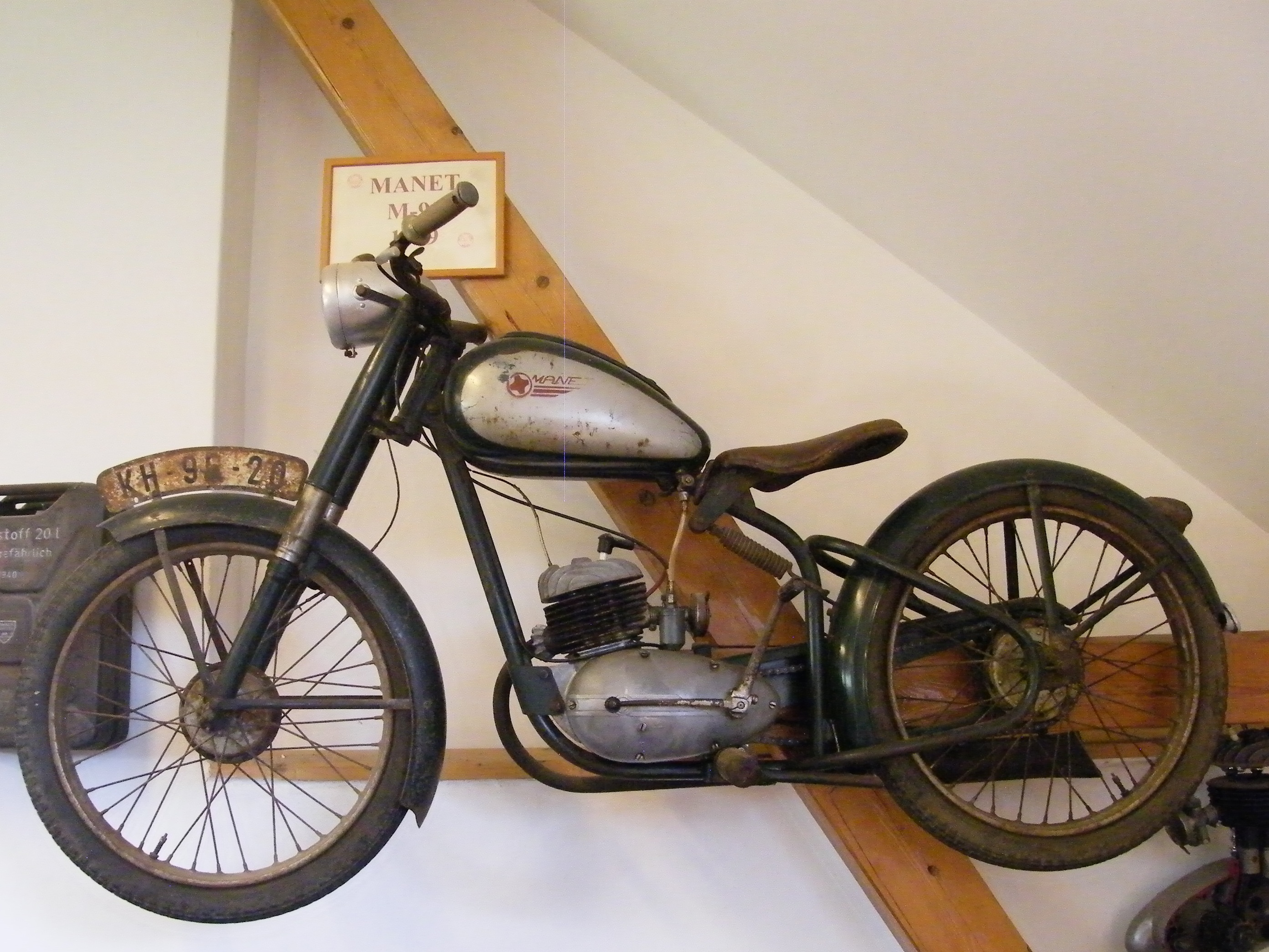
Manet 90, Baujahr 1949

Manet war ein tschechoslowakisches Unternehmen, das von 1947 bis 1951 sowie von 1958 bis 1969 Motorräder und Motorroller produzierte.

## Geschichte
Der Produktionsstandort war bis zur Beendigung der Motorrollerproduktion das Werk Waager Maschinenfabrik (slowakisch: Považské strojárne) in Považská Bystrica (deutsch: Waagbistritz), das in der heutigen nordwestlichen Slowakei am Fluss Waag (slowakisch: Váh) liegt. Der Name des Herstellerwerks lautete Považské strojárne (1929/1932–1938: Zbrojovka Brno). Der Name Manet wurde hingegen von den nahen markanten zwei Bergen Manín – Veľký Manín (890 m) und Malý Manín (812 m) – abgeleitet, die vom Produktionsstandort in Považská Bystrica aus zu sehen sind. Exportiert wurden die Fahrzeuge in die DDR, Ungarn, Bulgarien, England, Kanada und Rumänien. Später übernahm der tschechische Motorrad- und auch Autohersteller Jawa die Fabrikationsanlagen, der bereits zuvor eine Kleinkraftrad-Reihe (u. a. Jawa 05) dort produzieren ließ.

## Hergestellte Fahrzeuge

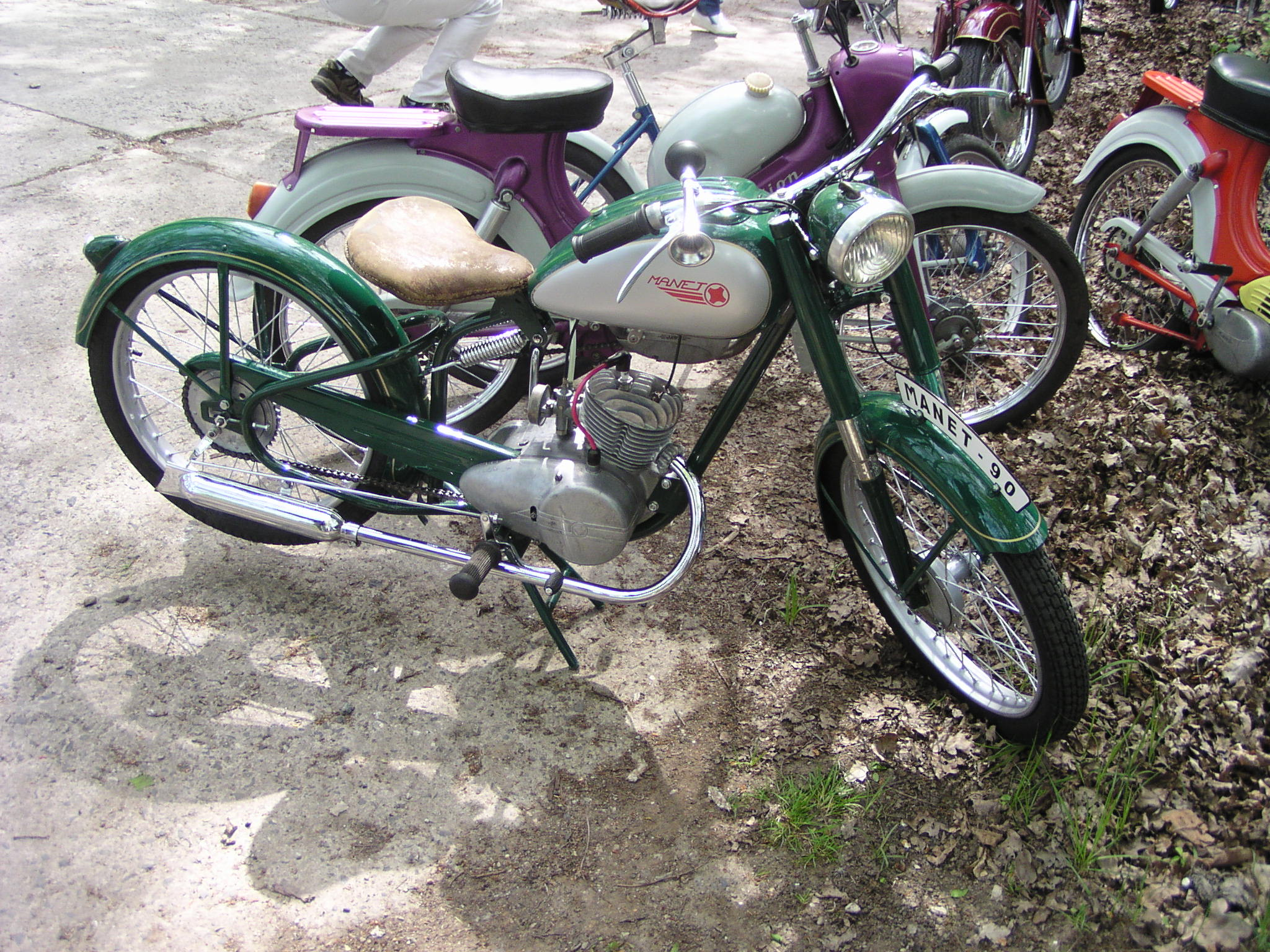
Manet M 90

Manet produzierte bis 1969 vier verschiedene Fahrzeugtypen.

### Manet 90
1947 begann die Produktion des Leichtkraftrads Manet 90. Es hatte einen 90 cm³-Doppelkolbenmotor mit Gleichstromspülung und ein fußgeschaltetes Dreiganggetriebe. Die Leistung des Motors betrug 2,6 kW (3,5 PS) und ermöglichte eine Höchstgeschwindigkeit von 65 km/h. Die Bohrungen des Motors betrugen 32 mm, der Hub 58 mm. Die Kolben lagen – in Fahrtrichtung gesehen – hintereinander, das unsymmetrische Steuerdiagramm wurde mit einem Anlenkpleuel erzielt. Zum Entwicklungsteam gehörten Joseph Ullmann und der Jawa-Konstrukteur Vincenz Skienar. Das Vorderrad wurde an einer Teleskopgabel mit 90 mm Hub gefedert, das Hinterrad hingegen war starr am Rohrrahmen befestigt. Produziert wurde dieses damals fortschrittliche Fahrzeug, das allerdings viele „Kinderkrankheiten“ hatte, bis 1951, es sind etwa 37.630 Stück entstanden.

### Manet S100 Typ 01-A

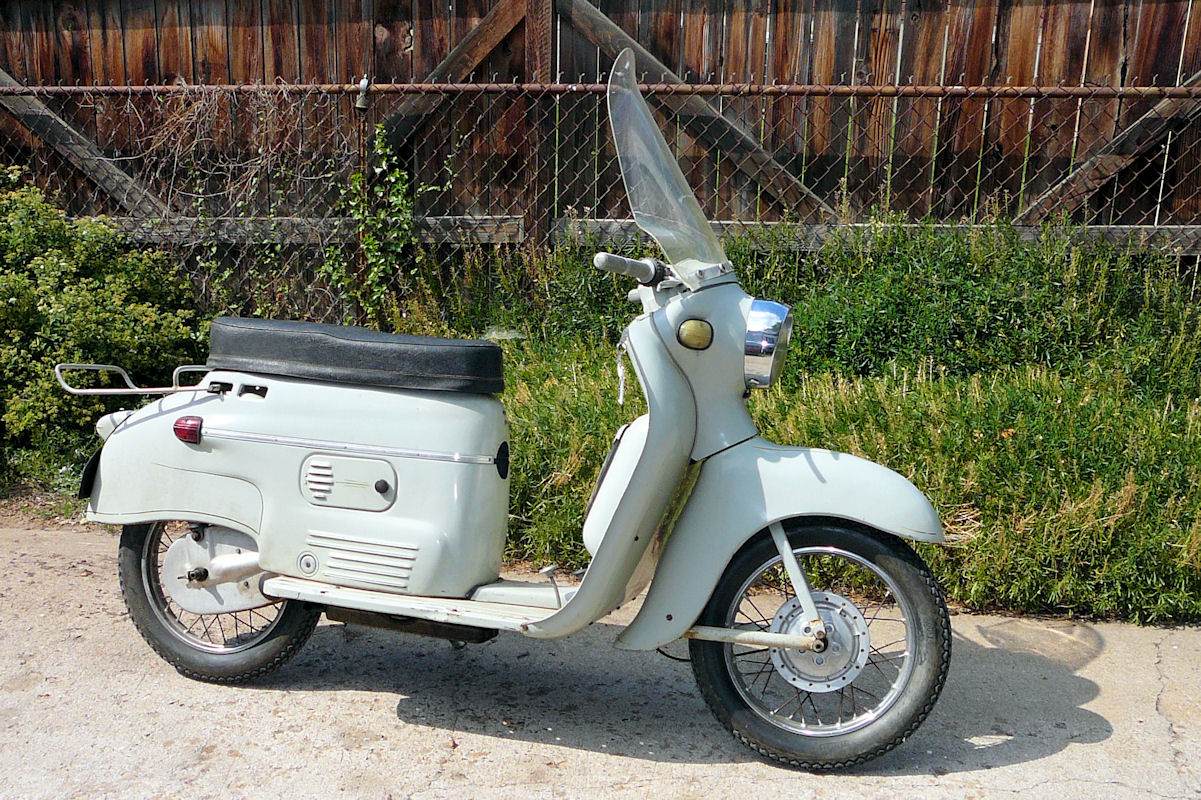
Manet S 100

Elf Jahre nach der Manet 90 (1958) lief der Motorroller Manet 100 zum ersten Mal von den Produktionsbändern in Považské strojárne (zunächst als Typ 01). Das Fahrzeug war im Vergleich zur Manet 90 völlig neu konstruiert. Zum ersten Mal wurden in diesem Werk Motorroller gebaut. Der Roller war mit Vollverkleidung, Windschild, Elektrostarter, einer Blinkanlage und einer Zweipersonensitzbank verhältnismäßig reichhaltig ausgestattet. Der Einzylinder-Zweitaktmotor mit 100 cm³ leistete 3,7 kW (5 PS). Das Fahrzeug hatte ein Vierganggetriebe und erreichte eine Höchstgeschwindigkeit von 70 km/h. Anders als der Čezeta hatte der Manet einen offenen Rohrrahmen mit U-Profil zur Halterung der Motorhaube. Das Vorderrad wurde an einer gefederten Schwinggabel (mit zentralem hydraulisch gedämpftem Federelement) mit 120 mm Hub geführt und das Hinterrad an einer Langschwinge (90 mm Hub) mit zwei Schraubenfedern und separaten Teleskopstoßdämpfern. Die Bremstrommeln der Trommelbremsen hatten 150 mm Durchmesser. Bis 1967 wurden diese Fahrzeuge produziert, sie zählten unter anderem zum Importprogramm der DDR.

### Manet S 125 Typ 03

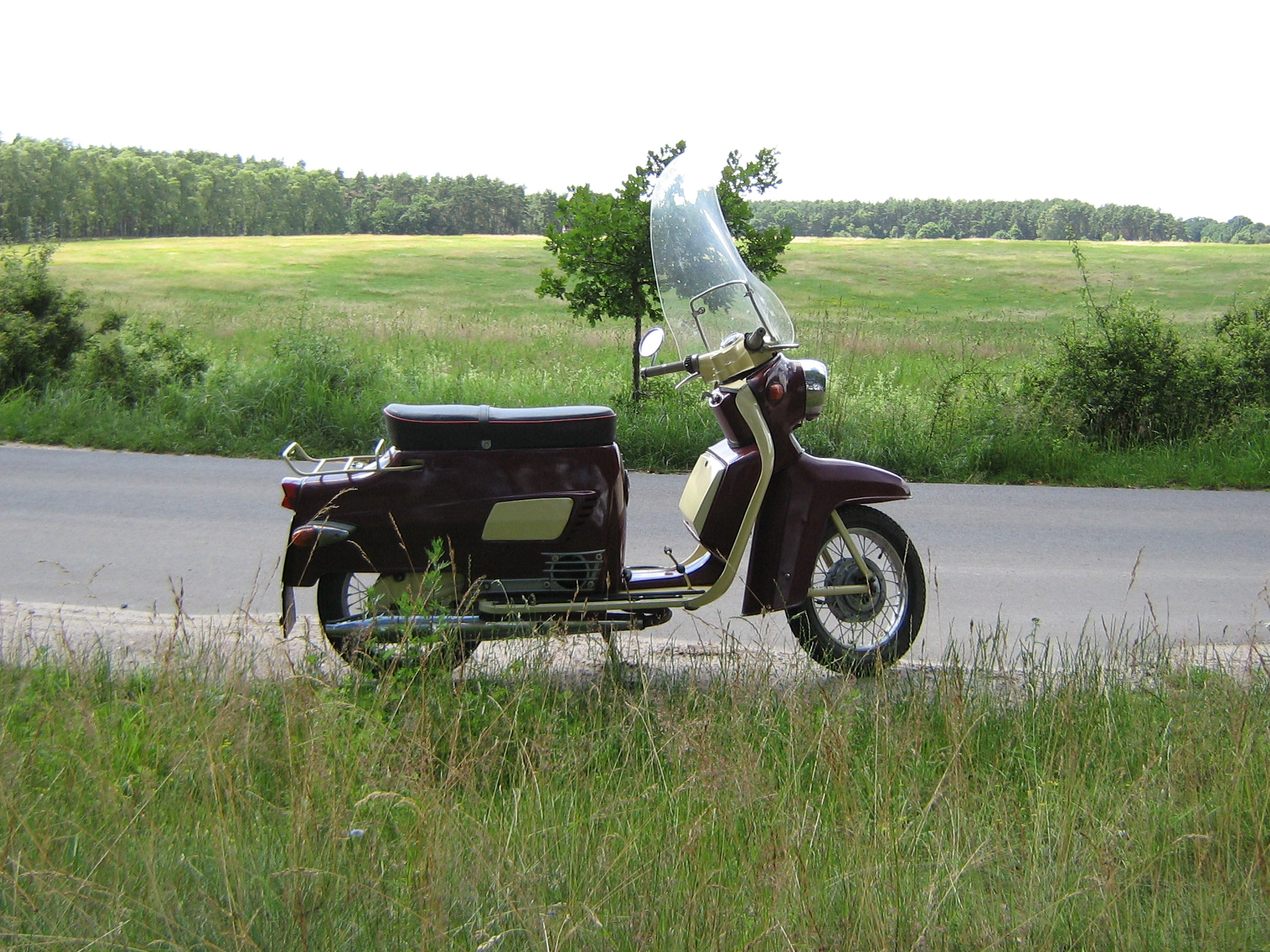
Tatran S 125 Typ 03-A

Der Typ Manet S 125 Typ 03 wurde nur für kurze Zeit im Jahr 1964 produziert. Das Äußere glich dem Vorgänger Manet S 100, aber der Motor war der des Nachfolgers Tatran S125, ein gekühlter-125-cm³-Einzylindermotor mit 5,5 kW (7 PS) Leistung und Gebläsekühlung und dem Vergaser Jikov 2920 S11. Der Roller erreichte eine Höchstgeschwindigkeit von 85 km/h. Der Auspuff lag anders als beim S 100 auf der rechten Seite.

### Tatran S 125 Typ 03-A
Die Produktion des Tatran S 125 (nach dem Gebirge Tatra) begann im gleichen Jahr wie die des Manet S 125. Der Rohrrahmen des Fahrzeugs war eine Neukonstruktion. Der vordere Kotflügel und die hintere Abdeckung wurden eckiger gestaltet. Mit Ausnahme der ersten Fahrzeuge hatte der Motorroller eine Lichthupe. Zusätzlich wurden die hinteren Blinker und das Rücklicht verbessert. Die elektrische 12-Volt-Anlage ermöglichte einen elektrischen Anlasser (Dynastart).
Im Jahr 1969 lief die Produktion des Tatran S 125 aus. Damit endete die Motorrollerproduktion in Považské strojárne. Ein optisch ähnlicher Motorroller, Typ Tourist, wurde noch lange Zeit in der Sowjetunion hergestellt.

## Manet und Tatran in der DDR
Ab dem Jahr 1960 wurden die ersten Fahrzeuge des Typs Manet S 100 in die DDR exportiert. Im Jahr 1965 erfolgte der erste Import des Tatrans. Die Fahrzeuge konnten in HO-Geschäften für 2.250 MDN gekauft werden.
Im Fahrbericht der KFT wurden am Tatran S 125 das gelungene Äußere und die Ausstattung mit elektrischem Anlasser und Windschutzscheibe gelobt, während die begrenzte Reichweite (Tankinhalt 8 Liter) den Ansprüchen an einen Tourenroller nicht gerecht wurde. Auch die Fahrleistungen wurden als zu gering und der Kraftstoffverbrauch (4,4 l/100 km) als zu hoch kritisiert. Das Fahrwerk fiel mit nur drei Feder- und zwei Dämpfungselementen zu simpel aus. Die Höchstgeschwindigkeit lag auch ohne Scheibe mit 76 km/h unter der Herstellerangabe.